# Bill Cassidy
William "Bill" Cassidy, född 28 september 1957 i Highland Park i Illinois, är en amerikansk läkare och republikansk politiker. Han representerar delstaten Louisiana i USA:s senat sedan 2009. Han var ledamot av USA:s representanthus 2009–2015.
Cassidy avlade 1979 kandidatexamen och 1983 läkarexamen vid Louisiana State University. Han besegrade sittande kongressledamoten Don Cazayoux i kongressvalet 2008.
Den 6 december 2014 vann Cassidy senatsvalet i Louisiana mot demokraten Mary Landrieu. Det var den första republikanska segern för just det senatsätet sedan William Pitt Kellogg år 1883.
Cassidy var en av sju republikanska senatorer som röstade för att döma Donald Trump för uppmuntran till uppvigling i hans andra riksrättsprocess. Som ett resultat censurerade det republikanska partiet i Louisiana honom.

## Politiska positioner
Cassidy har ett "A+" betyg från National Rifle Association (NRA) för hans konsekventa stöd för vapenrättigheter genom lagstiftning. NRA stödde Cassidy i hans kandidatur för senaten år 2014 och har donerat 2.8 miljoner dollar för Cassidys politiska insatser.
Cassidy motsätter sig till vapenkontroll med motiveringen att det inte kommer att stoppa masskjutningar eller minska vapenbrott.